# Яанікезе
Я́анікезе (ест. Jaanikese küla) — село в Естонії, у волості Валґа повіту Валґамаа.

## Населення
Чисельність населення на 31 грудня 2011 року становила 64 особи.

## Географія
Село лежить поблизу державного кордону Естонії з Латвією.
Через населений пункт проходить автошлях 6 (Валґа — Уулу).

## Історія
До 22 жовтня 2017 року село входило до складу волості Тиллісте.